# Гостивар (футбольний клуб)
Футбольний клуб «Гостивар» або просто «Гостивар» (мак. Фудбалски Клуб Гостивар) — професіональний північно-македонський футбольний клуб з однойменного міста. Виступає в Другій лізі (група «Захід»).

## Хронологія назв
- 1998–2013: КФ «Ринія» (Гостивар)
- 2013–...: КФ «Гостивар»

## Історія
Заснований 1998 року албанською громадою Гостивару, початкова назва «Ринія» (Гостивар). До 2010 року виступав у регіональних футбольних змаганнях. У сезоні 2009/10 років посів 1-е місце в західній групі Третій лізі та вийшов до Другої ліги. У сезоні 2012/13 років посів друге місце в Другій лізі та вперше у власній історії виборов путівку до Першої ліги. Напередодні старту сезону 2013/14 років змінив назву на КФ «Гостивар». 18 серпня 2013 року з рахунком 2:0 обіграв «Работнічкі» (двома голами відзначився захисник Екрем Ходжич), ця перемога стала першою для «Гостивара» в еліті македнського футболу. Проте за підсумками сезону 2013/14 років команда вилетіла до Другої ліги, а по завершенні наступного сезону знову понизилася в класі.

## Досягнення
- Друга ліга Македонії
  -  Срібний призер (1): 2012/13

## Стадіон
Домашні матчі проводить на «Міському стадіоні Гостивара», який вміщує 3000 глядачів.

## Відомі тренери
- Ардженд Бечирі